# Malawan Bandar-e Anzali
Malawan Bandar-e Anzali (per. باشگاه فوتبال ملوان بندر انزلى) – irański klub piłkarski z siedzibą w mieście Bandar-e Anzali. Obecnie występuje w 1. lidze.

## Historia
Klub został założony w 1969. W 1973 odbyły się pierwsze rozgrywki ogólnokrajowe, w których uczestniczył również Malawan Bandar-e Anzali. Drużyna uzyskiwała wówczas przeciętne wyniki, lecz w sezonie 1977/1978 zajęła 3. miejsce. Wcześnie, bo jeszcze w 1976 zespół został zwycięzcą pierwszej edycji Pucharu Hazfi. W latach 80. ze względu na rewolucję i wojnę z Irakiem piłka nożna zeszła na dalszy plan. Nie było rozgrywek o mistrzostwo kraju. 
W 1987 klub po raz drugi w historii zwyciężył w Pucharze Hazfi, a trzy lata później powtórzył ten sukces, pokonując w finale po karnych stołeczny Esteghlal Teheran. W tym samym sezonie drużyna wzięła udział w rozgrywkach Qods League, które ówcześnie były rozgrywkami o mistrzostwo kraju. W fazie grupowej zajęła 2. miejsce i zakwalifikowała się do półfinału, jednak w nim już odpadła. W sezonie 1991/1992 zespół zajął 4. miejsce i to był ostatni znaczący jego sukces. Później drużyna balansowała między pierwszą a drugą ligą. W latach 1997–2005 przeżyła trzy degradacje z 1. ligi i trzy powroty do niej. Od sezonu 2005/2006 zespół już regularnie gra w irańskiej ekstraklasie, lecz w każdym sezonie broni się przed spadkiem.

## Sukcesy
- 3. miejsce w mistrzostwach Iranu: 1978, 1990[1]
- Puchar Hazfi (3 razy): 1976, 1987, 1990

## Skład na sezon 2010/2011
Aktualny na 20 lipca 2010
| Nr | Poz. | Piłkarz           |
| -- | ---- | ----------------- |
| 1  | BR   | Ali Hasani Sefat  |
| 2  | OB   | Arasz Gholizadeh  |
| 3  | OB   | Alen Bašić        |
| 4  | OB   | Babak Pourgholami |
| 5  | OB   | Alireza Dżarahkar |
| 7  | PO   | Mohammad Hamrang  |
| 8  | PO   | Pedżman Nouri     |
| 12 | NA   | Mehrdad Oladi     |
| 13 | NA   | Mohammad Hejdari  |
| 15 | PO   | Said Salarzadeh   |
| 16 | PO   | Ali Reza Ramezani |
| 17 | NA   | Hossejn Ebrahimi  |
| 18 | PO   | Mohammed Nozhati  |
| 19 | NA   | Mehran Dżafari    |

| Nr | Poz. | Piłkarz                   |
| -- | ---- | ------------------------- |
| 21 | PO   | Mohammad Rostami          |
| 23 | PO   | Hadi Azizi                |
| 25 | PO   | Mehdi Daghageleh          |
| 28 | OB   | Aziz Maeboudi             |
| 33 | BR   | Mehdi Rahimzadeh          |
| 36 | NA   | Hadi Dehghani             |
| 37 | PO   | Mohsen Mosalman           |
| -- | PO   | Mehrdad Jeganeh           |
| -- | OB   | Hadi Tamini               |
| -- | BR   | Masoud Pourmohamad Dżafar |
| -- | OB   | Arasz Susarian            |
| -- | OB   | Hamidreza Diwsalar        |
| -- | NA   | Sohejl Rahmani            |
| -- | PO   | Abolhassan Dżafari        |

## Reprezentanci kraju w barwach klubu
- Mohammad Gholami
- Dżalal Hossejni
- Pedżman Nouri